# Mark Pincus
Pour les articles homonymes, voir Pincus.
Mark Jonathan Pincus, né le 13 février 1966, est le fondateur de Zynga, société de développement de jeux sur plateforme mobile et sur réseaux sociaux tels que Facebook ou Myspace. Selon le magazine Forbes, sa fortune est évaluée à 2 milliards de dollars net.
Il apparaît dans la série comique Silicon Valley de HBO interprétant son propre rôle (Saison 3 Episode 8).